# Skłoby
Skłoby [ˈskwɔbɨ] est un village polonais de la gmina de Chlewiska, du powiat de Szydłowiec et dans la voïvodie de Mazovie dans le centre-est de la Pologne.
Il est situé à environ 5 kilomètres à l'ouest de Chlewiska, 11 kilomètres à l'ouest de Szydłowiec et à 110 kilomètres au sud de Varsovie.
Le village a une population approximativement de 666 habitants en 2010.